# Unité urbaine de Nérac
L'unité urbaine de Nérac est une unité urbaine française centrée sur la ville de Nérac dans le sud du département de Lot-et-Garonne, en région Nouvelle-Aquitaine.

## Données générales
Dans le zonage réalisé par l'Insee en 2010, l'unité urbaine était composée de quatre communes.
Dans le nouveau zonage réalisé en 2020, elle est composée des quatre mêmes communes.
En 2022, avec 11 712 habitants, elle représente la 5e unité urbaine du département de Lot-et-Garonne.

## Composition 2020 de l'unité urbaine
Elle est composée des quatre communes suivantes :
| Nom                  | Code Insee | Département    | Statut       | Superficie (km2) | Population (dernière pop. légale) | Densité (hab./km2) | Modifier                                    |
| -------------------- | ---------- | -------------- | ------------ | ---------------- | --------------------------------- | ------------------ | ------------------------------------------- |
| Nérac (ville-centre) | 47195      | Lot-et-Garonne | ville-centre | 62,68            | 6 937 (2022)                      | 111                | modifier les données · modifier les données |
| Barbaste             | 47021      | Lot-et-Garonne | banlieue     | 38,70            | 1 498 (2022)                      | 39                 | modifier les données · modifier les données |
| Lavardac             | 47143      | Lot-et-Garonne | banlieue     | 15,10            | 2 297 (2022)                      | 152                | modifier les données · modifier les données |
| Vianne               | 47318      | Lot-et-Garonne | banlieue     | 9,82             | 980 (2022)                        | 100                | modifier les données · modifier les données |

## Évolution démographique
| 1968   | 1975   | 1982   | 1990   | 1999   | 2010   | 2015   | 2021   |
| ------ | ------ | ------ | ------ | ------ | ------ | ------ | ------ |
| 11 898 | 12 204 | 11 967 | 12 159 | 11 688 | 12 038 | 11 723 | 11 640 |

#### Données générales
- Unité urbaine
- Aire d'attraction d'une ville
- Liste des unités urbaines de France

#### Données démographiques en rapport avec l'unité urbaine de Nérac
- Aire d'attraction de Nérac
- Arrondissement de Nérac

#### Données démographiques en rapport avec le Lot-et-Garonne
- Démographie du Lot-et-Garonne